# Європейський музей Ганзи
Європейський музей Ганзи (нім. Europäisches Hansemuseum) — музей у Любеку, Німеччина, присвячений історії Ганзи. Загалом площа 7 405 квадратних метрів (79 710 фут2) є найбільшим музеєм у світі, спеціально присвяченим цій темі. Музей відкрито у травні 2015 року.

## Історія
Планування музею в Любеку, присвяченого історії Ганзи, почалося у 2004 році. Відкриття музею кілька разів відкладалося через те, що археологічні розкопки на місці виявилися більш тривалими, ніж передбачалося спочатку. Музей був офіційно відкритий канцлером Німеччини Ангелою Меркель 27 травня 2015 року, а перших відвідувачів прийняв 30 травня 2015 року.

## Колекції та виставки
Музей складається з постійної експозиції з експонатами оригінальних історичних предметів, інтерактивних елементів та інсценованих історичних сцен із колишніх торгових портів Ганзи Новгорода, Брюгге, Бергена та Лондона, а також Любека. Оригінальні історичні експонати включають документи, картини, золоті та срібні монети з так званого Любецького скарбу. Виставка спрямована на те, щоб поінформувати відвідувачів про загальну історію Ганзи від її створення до розпаду, а також про економіку та торгові мережі Ліги, а також про повсякденне життя в історичному проміжку часу, протягом якого існувала Ганза. Це найбільший музей у світі, присвячений історії Ганзи.

## Опис

### Розташування
Музей розташований у північній частині старого міста і лежить у частині міста, яка вважається об'єктом Світової спадщини (Ганзейське місто Любек). Музей є частиною замкового монастиря Burgkloster, колишнього домініканського монастиря XIII століття, і також певною мірою інтегрований із «Замковою горою» поблизу. Це місце було описано як «одна з найважливіших середньовічних пам'яток на півночі Німеччини». Відвідувачі музею також можуть отримати доступ до Burgkloster та археологічного місця, на якому був побудований музей, таким чином забезпечуючи уявлення про розвиток міської та соціальної структури Любека паралельно з експозицією музею, що розповідає про історію Ганзи.

### Архітектура
Проєктом музею займалася архітектурна фірма Andreas Heller Architects & Designers з Гамбурга. Будівля побудована з цегли ручної роботи, і, незважаючи на модернізм у своєму виразі, також відображає посилання на свій історичний контекст. Таким чином, його компактну стіну можна інтерпретувати як посилання на стару середньовічну міську стіну, частина якої колись була розташована на місці музею; Подібним чином, дах будівлі можна розглядати як відсилання до фронтонів зі сходами ворон старого міста Любека, а його оздоблення як сучасну інтерпретацію готичного смаку до складного чотирилисника. Всередині планування музею поєднує відкриті та закриті простори, окрім виставкових зон, також містить дитячий майданчик і ресторан. Загальна площа музею становить 7 405 квадратних метрів (79 710 фут2).

## Критика
Після відкриття музей критикували за те, що він надто темний, а експонати занадто покладаються на текст і не належним чином контекстуалізовані.